# النديم
أبو الفرَج محمد بن إسحاق النديم (ت 384 هـ / 994 م) المعروف بـ"ابن النديم"، هو مؤرِّخ وكاتب سيرة، ومصنِّف وجامع فهارس. وهو صاحب الكتاب المعروف كتاب الفهرست، الذي نشره عام 938 وقال عنه في مقدمته: إنه جامع لكل ما صدر من الكتب العربية وغير العربية، وكان بذلك أولَ المصنفين للكتب في العالم، فلم يكن قبله إلا كتب تصنِّف الشعر والشعراء تسمَّى الطبقات. وكان هو من أدخل كلمة الفهرست الفارسية إلى العربية.

## اسمه ونسبه
هو محمد بن إسحاق بن محمد بن إسحاق، أبو الفرج بن أبي يعقوب النديم، البغدادي، المَدائني الأصل، الورَّاق، وكنيته: أبو الفرَج، وكنَّاه المقريزي في «المواعظ والاعتبار»: أبا يعقوب، والصحيح أنَّ «أبا يعقوب» كنية أبيه؛ [ لأنَّه كان يُعرف أيضًا بابن أبي يعقوب.
وقد اشتهر بابن النَّديِم، إلا أن محقِّق طبعة "الفهرست" في طِهران رضا تجدد نبَّه على أنه هو (النديم) لا (ابن النديم)، وصوَّر الصفحة الأولى من مخطوطة نفيسة في مكتبة تشستر بيتي، جاء اسم الكتاب فيها "الفهرست للنديم"، وعلى هامِشها من اليمين، بخط المؤرِّخ أحمد بن علي المقريزي ما نَصُّه:
«مؤلِّف هذا الكتاب أبو الفرج محمد بن أبي يعقوب إسحاق بن محمد إسحاق الورَّاق، المعروف بالنديم.»
أما في كتابه الفهرست فقد ذكر في أكثر من موضِع اسمه "محمد بن إسحاق النديم"؛ ففي الجزء السابع: محمد بن إسحاق النديم، المعروف بأبي الفرج بن أبي يعقوب الورَّاق. وفي الجزء الثامن: محمد بن إسحاق النديم، المعروف بأبي الفرج بن أبي يعقوب الوراق. وفي الجزء العاشر: محمد بن إسحاق النديم المعروف بأبي الفرج بن أبي يعقوب الورَّاق.
حتى يومنا هذا فإن جميع كتب الفهارس والرجال تسميه "ابن النديم". فهو من ذرية إسحاق بن إبراهيم الموصلي المغني النديم، ولم يكن يعلم أو لم يكن يريد أن ينتسب إليه. كانت أسرته معروفة في بغداد واشتهرت باسم "النديم" أو "ابن النديم". وبسبب أن محمد بن إسحاق، جد صاحب الفهرست، قد رحل من بغداد، فإن سلسلة الذرية قد انقطعت، لكن اسم الأجداد بقي معروفاً في سلسلة الذرية.

## مولده
ولد في بغداد، وأمَّا تاريخ ولادته فقد اختلف فيه؛ فقد ذهب المستشرق الأمريكي بيار ضودج إلى أنَّه وُلِد في عام 324هـ، أما المؤرخ عمر رضا كحَّالة فقد ذكر احتمال أنَّه وُلِد في عهد الخليفة العباسي محمد القاهر بالله الذي حكم من 320هـ حتى 322هـ، أو في عهدٍ سبق عهد الخليفة العباسي جعفر المقتدر بالله (295- 320هـ)، أو عهدٍ تَبِعَ عهد الخليفة العباسي محمد الراضي بالله (322- 329هـ)، والاحتمال الثاني (وهو أنَّه وُلِد قبل 295هـ) هو الأرجح بناءً على أنَّ الراجح في وفاته أنَّه تُوفِّي سنة 380هـ وقيل أنه عاش نحو 90 سنة.
وقد ذكر الشيخ عباس القمي في كتابه "الكنى والألقاب": "حُكي أنَّه كانت ولادته في جمادى الآخرة سنة 297، وتُوفِّي يوم الأربعاء لعشرٍ بقين من شعبان سنة 385 هـ.

## حياته
عرف عنه أنَّه كان ورَّاقًا في بغداد، وأنَّه ورث هذه الصناعة عن أبيه، وأنَّ أباه كان له دكَّان وراقة ببغداد، وأنَّه عاش في القرن الرابع الهجري وهو القرن الذي شهد نهضةً علميَّةً وحركةً ثقافيَّةً وأدبيَّةً واسعة ظهرت في مختلف البقاع الإسلاميَّة، وكثر فيه العلماء والمشايخ وطلبة العلم، وازدهرت فيه بعض المهن التي تتَّصل بالعلم والأدب؛ أهمُّها صنعة الوراقة التي تعني نسخ الكتب وبيعها، وصناعة الورق وبيعه وتجليد الكتب، وهي تُشبه إلى حدٍّ بعيد مهنة النشر والتوزيع في زماننا، وتلك كانت مهنة النديم صاحب «الفهرست» ورثها عن أبيه.
وقد كان لهذه المهنة الأثرٌ الكبيرٌ في توجيهه نحو الاشتغال بالعلم، وأتاحت له فرصة التَّعرف على كمٍّ كبيرٍ من الكتب والعناوين، مما ساعده على تأليف كتابه المشهور «الفهرست» والذي جاء محكم التأليف حيث حرص على تقديم فهرسٍ شاملٍ لكتابه في مقدِّمته، وأدرج فيه كلَّ ما وصل إليه من التآليف والترجمات؛ حتى أصبح كتابه "أجمع كتابٍ لإحصاء ما ألَّف الناس إلى قريبٍ من نهاية القرن الرابع الهجري، وأشمل وثيقةٍ تُبيِّن ما وصل إليه المسلمون في حياتهم العقليَّة والعلميَّة في ذلك العصر.

## شيوخه وتلاميذه
روى النديم عن أبي سعيد السيرافي (ت 368هـ)، وأبي الفرج الأصفهاني (ت 356هـ) صاحب كتاب "الأغاني"، وأبي عبد الله المرزباني (ت 384هـ)، وروى عن إسماعيل الصفَّار، وأخذ عن الحسن بن سوار بن الخمار البغدادي، وكلُّ هؤلاء ذكرهم وروى عنهم في ثنايا كتابه. أمَّا تلاميذه فلم يذكر أحدٌ ممَّن ترجم له أنَّ أحدًا روى عنه، بل نقل ابن حجر في ترجمته للنديم عن ابن النجَّار قوله: «لا أعلم لأحدٍ عنه رواية».
تتلمذ على يد أبو سعيد السيرافي وعلي بن هارون المنظم والفيلسوف أبو سليمان المنطقي. وانتسب إلى جماعة علي بن عيسى وزير بني الجراح العارف بأصول المنطق وسائر علوم الاغريق وبلاد فارس والهنود كما فعل صاحبه الخطاط يحيى بن عدي.

## كتاب الفهرست
قسم كتابه إلى 10 فصول وهي:
1. الكتب المقدسة عند المسلمين واليهود والمسيحيين.
2. أعمال الصرف والنحو واللغة.
3. التاريخ والسير والجغرافيا ومثلها.
4. الشعر
5. علم الكلام
6. الفقه والحديث
7. الفلسفة والعلوم القديمة.
8. الأساطير والحكايات والسحر.
9. مقالات عن غير الموحدين أمثال الهندوس والبوذيين والصينيين وألمانيين.
10. الكيمياء.

حيث لم يذكر إلا الكتب التي اطلع عليها وتيقن منها بنفسه.
كما ضمنه آراءه عن أفلاطون وأرسطو وأصل كتاب ألف ليلة وليلة والأهرام والسحر والتطير وغيرها من المواضيع، ولقد حقّقه الدكتور أيمن فؤاد سيد في عدة أجزاء.

## طالع
- الهداية (كتاب).